# Strážov (Žilina)
Strážov je městská část Žiliny.

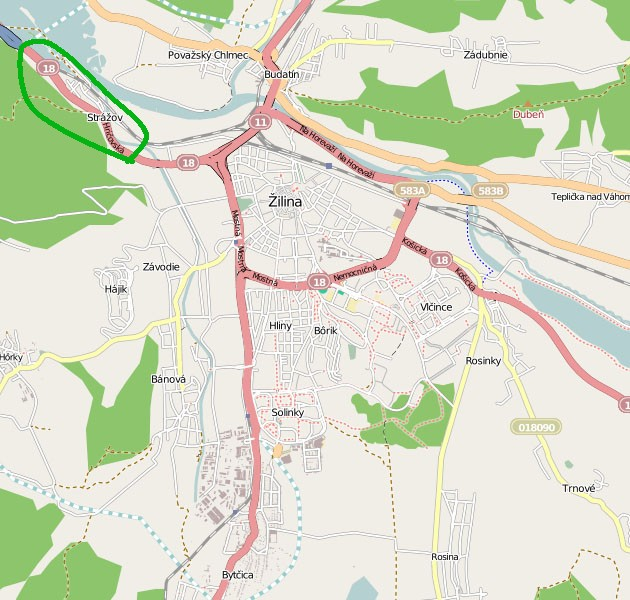
Městská část Žilina-Strážov na mapě města Žilina

Leží severozápadně od města asi tři kilometry od centra. Na západě sousedí s městskou částí Žilinská Lehota a obcí Dolný Hričov. Na východě ho od Žiliny odděluje řeka Rajčanka, která se zde vlévá do Váhu. Na jihu sousedí katastrální území s městskou částí Závodie. Na severní straně jeho katastrální území přes Hričovskou přehradu sousedí s městskou částí Považský Chlmec a obcí Divinka.
Strážov se připomíná v roce 1393 jako Straso a již v roce 1402 jako Strazow. Patřil k Lietavskému panství. V roce 1418 Stibor ze Stibořic a Beckova dal obec městu Žilina do dědičného pronájmu. V erbu měl rybáře, který u vody chytá ryby do sítě. V roce 1784 měl 213 obyvatel, v roce 1900 již 359 a v roce 1980 měl 722 obyvatel. Obec byla přičleněna k Žilině v roce 1970.
Starý Strážov byl postaven v zúženém prostoru mezi řekou Váh a Strážovskými vrchy. Již v minulosti měl omezené možnosti na rozvoj. Po jeho jižní straně prochází hlavní silnice I/18 z Bratislavy do Žiliny. Ze severní části ho uzavřela Považská železnice postavena v roce 1883. Navíc část obce zaplavily vody Hričovské přehrady, kterou postavili v roce 1962.
Nová bytová výstavba byla postavena západně od staré části a druhá část je vedle cesty I/18 směrem do Žiliny. Celá oblast městské části není vhodná pro bytovou výstavbu. V městské části se nenachází průmysl. V Strážove je mateřská škola, kulturní dům a jako bývalá obec má vlastní hřbitov. V budově mateřské školy je umístěna pobočka Žilinské knihovny. Na Hričovský přehradě jsou vybudovány rybníky, nachází se zde lyžařský vlek a při vstupu do Strážova při cestě I/18 je Motel Marakana. Má autobusové spojení s centrem linkou č. 24 a 29.
Od Hričovského Podhradí se buduje dálnice D3, která končí před obytnou částí v Strážove. V budoucnu má pokračovat přes Hričovskou přehradu do tunelu v Považském Chlmci. Od dálnice D3 v Strážove se buduje v místě nynější cesty I/18 dálniční přivaděč do Žiliny.